# サイヨーク国立公園
サイヨーク国立公園（サイヨークこくりつこうえん）はタイの国立公園の一つ。タイ中部のカーンチャナブリー県のサイヨーク郡とトーンパープーム郡に位置し、公園西側にはミャンマーとの国境が広がる。

## 概要
サイヨーク国立公園はバンコクから比較的近いことから首都圏からの観光客が多い。また、世界遺産であるトゥンヤイ-ファイ・カ・ケン野生生物保護区に近く泰緬鉄道で大量の死者を出したヘルファイアー・パスにも近いことから、外国人の観光客がこちらにも流れ比較的多いのが特徴となっている。
サイヨーク国立公園のあるカーンチャナブリー県北部は大規模な開発が行われなかったことから国立公園や、野生動物保護区などが群立する地帯となっている。サイヨーク国立公園では特にクウェーノーイ川の中流域におけるクウェーノーイ川とその支流の地域が保護されている。
気候としては12月から1月の乾期にはもっとも気温が低くなり降水量も年間を通して激減する。5月から10月までの雨期には1100から1600mlもの降水量があり、非常に霧がかることが多い。
森林の分布は乾燥常緑林（dry evergreen forest）がミャンマーとの国境地帯を中心に4割程度の面積を占め、クウェーノーイ川側（国道側）を中心に落葉樹混交林（mixed deciduous forest）が広がりこれが全体の5割を占めている。残る一割のうち、公園東部に転々と東南アジア特有の熱帯雨林（dipterocarp）が広がるほか、サイヨークノーイのみ、竹林のみの森が広がる。
地質的には一連のナムトック（滝）写真を見れば分かるように、石灰質の土壌が多い。中には鍾乳洞もある。
歴史的には1880年にチュラーロンコーン大王（ラーマ5世）がこの地を訪れて水浴びを体験している。この時に撮られた写真は現在でも残っている。この時ラーマ5世はサイヨークの自然に感動し、兄弟であり当時の文化人であったナリット親王にこの自然をたたえる曲の作曲を依頼した。これが現在でもタイ古典楽曲として名高いカメーン・サイヨークである。
また太平洋戦争時代の遺産も抱えており、たとえば泰緬鉄道建設時の旧日本軍の台所や、鉄道の撤去後なども残る。

## 公園内の自然
以下の内、上部の2つは公園管理所の近くにある物である。

### ナムトック・サイヨークヤイ

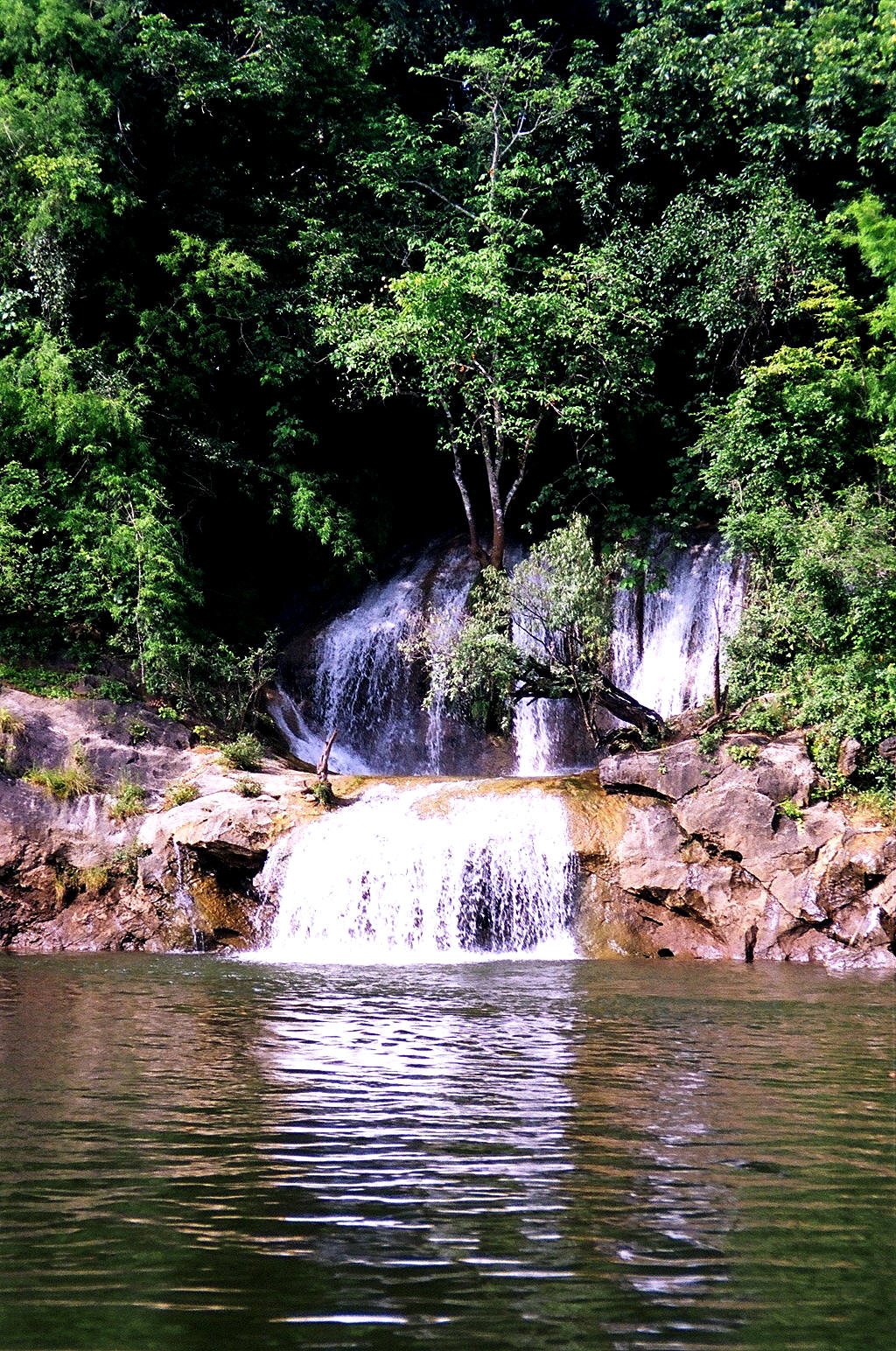
ナムトック・サイヨークヤイ

ナムトック（滝）・サイヨークヤイは支流から本流、クウェーノーイ川に注ぐ小さな滝でありナムトック・サイヨークヤイとナムトック・サイヨークヤイレックの二つがあるが、双方とも滝は船での観覧しかできない（写真はナムトック・サイヨークヤイ）。高さは8メートルあり、船で近づくことによって遊泳が出来る。

### タム・ダーオドゥン
タム（洞窟）・ダーオドゥンはタイで一番美しい鍾乳洞の一つと言われる。サムリーと言う男に1972年に発見されたもので、全長100メートル、8の部屋を持つという。

### ナムトック・サイヨークノーイ

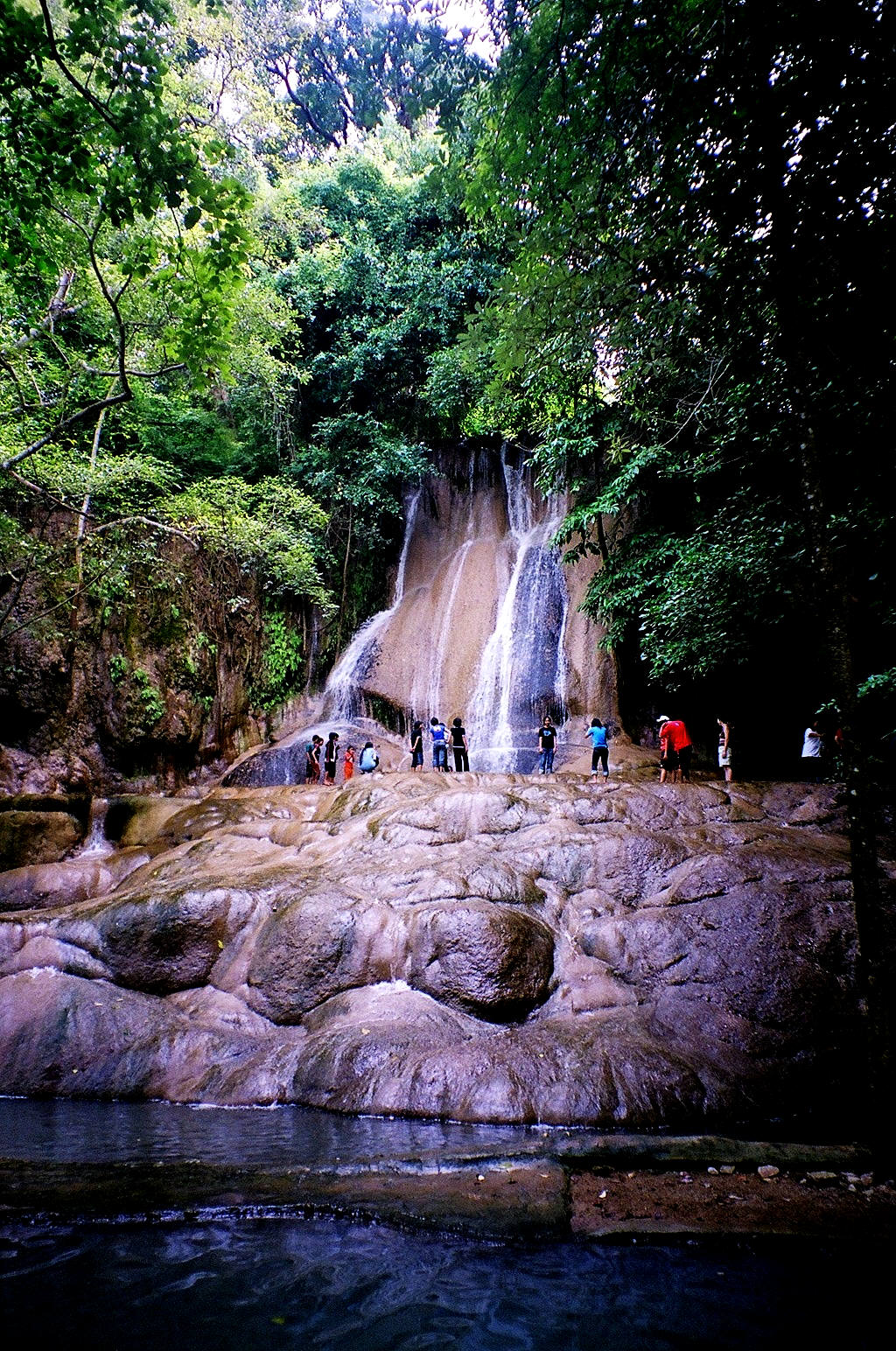
ナムトック・サイヨークノーイ

ナムトック・サイヨークノーイは上記二つからはかなり離れているため、国立公園の一部であると知らぬ者も多い。泰緬鉄道の現在の最終地点サイヨークノーイ駅のすぐ横にあり、ある程度の広さと深さがあるため、バンコクから日帰りで水浴に訪れる観光客も多い。

### タム・ラワー
タム・ラワーは公園管理所よりもどちらかと言えばナムトック・サイヨークノーイに近いが、公園を出て大きく回り道をしなければならない上に、道が舗装されていないため非常に訪れる人は少ない。洞窟内では石英質の鍾乳石を見ることが出来る。

## アクセス
バス、あるいは鉄道でカーンチャンブリー（市内）へいき、サンクラブリー郡行きのバスに乗り換える。あるいはサイヨークノーイまで鉄道で行き、そこからサンクラブリー行きのバスに乗り換え、国立公園の前で下車する。